# Кинд, Владимир Августович
Владимир Августович Кинд (20 июля [1 августа] 1883, Российская империя — 1938, СССР) — русский инженер-технолог, химик, металлург, доктор технических наук, профессор Петроградского политехнического института.
Крупнейший в стране специалист в области строительных материалов.

## Биография
Владимир Августович Кинд родился в семье Августа и Амалии Кинд выходцев из Эльзаса-Лотарингии. Отец служил управляющим Петровским чугуноплавильным заводом Верхне-Уральского уезда Оренбургской губернии.
Окончил металлургическое отделение Санкт-Петербургского политехнического института в 1908 году, в числе первых выпускников этого вуза. Был оставлен на кафедре аналитической и органической химии. К этому времени относятся его первые научные публикации. В 1919 году создает в Петроградском политехническом институте для подготовки специалистов цементной, стекольной и керамической промышленности силикатное отделение. Заведовал кафедрой в Ленинградском политехническом и Ленинградском технологическом институтах. Работая во ВНИИГе создал лабораторию строительных материалов и руководил ею с 1931 по 1938 годы.

## Научная деятельность
Главным направлением исследований его лаборатории было изучение вопросов технологии приготовления гидротехнического бетона, обладающего высокой водостойкостью, малой усадкой, низкой экзотермией и хорошей сопротивляемостью истиранию наносами. Результаты этих исследований были представлены II Международному конгрессу по большим плотинам (Вашингтон, 1936). Среди многочисленных работ наиболее важное научное и практическое значение имеют исследования коррозии цементов и бетонов, гидравлических добавок к цементам, исследования гидратации и твердения цементов и разработка методов получения вяжущих материалов с заранее заданными свойствами.
Результаты работ Владимира Августовича Кинда в значительной мере определили развитие создания бетона и производства цементов в СССР и России.
В. А. Кинд лично и в соавторстве с другими учеными издал 46 учебников, монографий, научно-популярных брошюр и статей в том числе по следующим темам:
- Использование горючих сланцев при обжиге клинкера вместо каменного угля и сланцевой золы для производства строительных материалов.
- Исследование естественных и кислых гидравлические добавок, методикп их испытания и оценки.
- Исследования по созданию пуццолановых портландцементов.
- Обоснование необходимости организации производства шлакопортландцемента в восточных районах СССР.
- работы о глиноземистом цементе, процессы твердения которого основаны на гидратации алюминатов кальция.

## Семья
Жена Кинд Вера Гавриловна, дети:
- Владимир
- Юрий
- Кинд, Наталья Владимировна